# Mercedes-Benz M 133
| Mercedes-AMG         | Mercedes-AMG         |
| -------------------- | -------------------- |
| Mercedes-Benz M 133  |                      |
|                      |                      |
| M 133                |                      |
| Hersteller:          | Mercedes-Benz        |
| Produktionszeitraum: | 2013–2019            |
| Funktionsprinzip:    | Otto                 |
| Bauform:             | Reihenvierzylinder   |
| Motoren:             | 2,0 Liter (1991 cm³) |
| Vorgängermodell:     | keines               |
| Nachfolgemodell:     | M 139                |

Der M 133 ist ein Ottomotor mit vier Zylindern in Reihenanordnung von Mercedes-AMG, der von Juni 2013 bis Mitte 2019 in den Modellen der Kompaktklasse von Mercedes-Benz verfügbar war. Die Einführung erfolgte mit der dritten Generation der A-Klasse (W 176) als A 45 AMG. Die Produktion erfolgte in Handarbeit bei der MDC Power GmbH in Kölleda. Er wird auf einem eigenen Montageband gefertigt. Mit einer Hubraumleistung von 140 kW/l war er seinerzeit der drittstärkste in Serie gefertigte Vierzylindermotor, welcher in einem für den öffentlichen Straßenverkehr zugelassenen PKW-Modell ab Werk verbaut wurde (Motor 4B11T im Mitsubishi Lancer Evolution X: 150 kW/l und 161 kW/l).

## Technik
Beim M 133 handelt sich um einen Vierzylinder-Reihen-Ottomotor mit einem Hubraum von 1991 cm³, der zur BlueDirect Motorenfamilie gehört. In der ursprünglichen Variante betrug die Leistung 265 kW (360 PS) bei 6000/min (Maximaldrehzahl: 6700/min) und das Drehmoment 450 Nm bei 2250 bis 5000/min. Seit 2015 beträgt die Leistung 280 kW (381 PS) bei 6000/min und das maximale Drehmoment 475 Nm bei 2250 bis 5000/min.
Im Bestpunkt erreicht der Motor einen spezifischen Kraftstoffverbrauch von 234 g/kWh. Der maximale effektive Mitteldruck beträgt über 28 bar.

### Grundmotor
Der Motor basiert auf dem Front-Quer-Serienaggregat M 270, von dem er alle grundlegenden konstruktiven Maße, wie Bohrung (83 mm), Hub (92 mm) und den Zylinderabstand (90 mm) übernimmt, da eine größtmögliche Verblockung erzielt werden soll. Um die hohe spezifische Leistung zu erreichen, wurde das Triebwerk aber für höhere Zünddrücke von bis zu 150 bar angepasst. Das Verdichtungsverhältnis beträgt 8,6:1.
Das im Kokillen-Kippgussverfahren hergestellte Kurbelgehäuse des M 133 ist in Closed-Deck-Bauweise ausgeführt und besteht aus der Aluminiumlegierung AlSi7Mg. Der Zylinderkopf besteht aus der Aluminiumlegierung AlSi10MgZr, bei der durch Beimengung von Zirkon eine Erhöhung der Wärmeleitfähigkeit erreicht wurde.
Die Steuerung des Ladungswechsels erfolgt über vier Ventile pro Zylinder und zwei obenliegende, von einer Steuerkette angetriebene Nockenwellen. Sowohl für die Einlass- als auch für die Auslassnockenwelle ist eine Nockenwellenverstellung von jeweils 40° Kurbelwinkel möglich.
Auch der Kurbeltrieb mit einer geschmiedeten Stahlkurbelwelle (44MnSiVS6) mit induktiv gehärteten Lagerlaufflächen, Grauguss-Kurbelwellenlagerdeckeln sowie geschmiedeten Kolben aus einer
Rennsportlegierung mit reibleistungsoptimierten Kolbenringen tragen eine gewichtsoptimierende Funktion. Der M 133 wiegt nach DIN-Norm 147,8 kg.

### Luftführung & Aufladung
Die gesamte Luftstrecke vom Lufteintritt bis zu den Einlasskanälen in die Zylinder ist mit einer Gesamtlänge von unter 1,2 m sehr kurz ausgelegt, um ein spontanes Ansprechverhalten zu ermöglichen. Der Motor ist mit einem Twinscroll-Abgasturbolader ausgestattet, wodurch der Drehmomentaufbau bereits in niedrigen Drehzahlbereichen schneller erfolgt. Der maximale Ladedruck beträgt 1,8 bar relativ zum Atmosphärendruck. Die Ladeluftkühlung erfolgt indirekt über einen separaten Niedertemperaturkühlkreis, wodurch die Ladelufttemperatur maximal um 25 K über der Umgebungstemperatur liegt.

### Einspritzung
Als Motor der Familie der BlueDirect-Ottomoren hat der M 133 strahlgeführte Direkteinspritzung mit Piezo-Injektoren in allen vier Brennkammern. Bei betriebswarmem Motor wird bis zu drei Mal je Arbeitsspiel eingespritzt (zwei Voreinspritzungen zur besseren Gemischaufbereitung), in der Aufwärmphase des Motors erfolgen bis zu fünf Einspritzungen je Arbeitsspiel, um die Partikelemissionen zu reduzieren. Vom Basismotor M 270 wurden die Injektor- und Zündkerzenposition, die Einlasskanalgeometrie sowie die gesamte Brennraumdach-Konfiguration übernommen.

### Kühlsystem
Das Kühlsystem basiert größtenteils auf dem des im Sportwagen SLS AMG zum Einsatz kommenden Motors M 159, wurde jedoch um einen Niedertemperaturkreislauf für die Luft-Wasser-Ladeluftkühlung erweitert. Außerdem befindet sich im Radlauf ein Zusatzkühler. Die Wasserkühler werden mithilfe einer elektrischen Pumpe und durch den in Reihe geschalteten Ladeluftkühler durchströmt. Die Kühlung des Getriebeöls ist an den motorseitigen Hochtemperaturkühlkreislauf gekoppelt, jedoch wird das davon entnommene Kühlmittel zusätzlich durch einen liegenden, vor dem Kühlerpaket eingebauten Zusatzkühler herabgekühlt, bevor es in den am Getriebe angebrachten Wärmetauscher gelangt.
Durch die Neuauslegung des Kühlsystems können über den gesamten Kennfeldbereich und unter allen klimatischen Bedingungen Wassertemperaturen von unter 110 °C erreicht werden. Dazu wurde unter anderem die Förderleistung der Kühlmittelpumpe um 15 % erhöht.

## Varianten

### M 133 DE 20 AL *
| Verkaufsbezeichnung                                                                             | Baureihe     | Bauzeitraum     |
| ----------------------------------------------------------------------------------------------- | ------------ | --------------- |
| Hubraum: 1991 cm³, Leistung: 265 kW (360 PS) bei 6000/min, Drehmoment: 450 Nm bei 2250–5000/min |              |                 |
| CLA 45 AMG                                                                                      | C 117        | 2013–08/2015    |
| GLA 45 AMG                                                                                      | X 156        | 2014–08/2015    |
| A 45 AMG                                                                                        | W 176        | 2013–08/2015    |
| Hubraum: 1991 cm³, Leistung: 280 kW (381 PS) bei 6000/min, Drehmoment: 475 Nm bei 2250–5000/min |              |                 |
| Mercedes-AMG CLA 45 4MATIC                                                                      | C 117; X 117 | 09/2015–06/2019 |
| Mercedes-AMG GLA 45 4MATIC                                                                      | X 156        | 09/2015–04/2019 |
| Mercedes-AMG A 45 4MATIC                                                                        | W 176        | 09/2015–05/2018 |

 * Die Motorbezeichnung ist wie folgt verschlüsselt:
M = Motor (Otto), Baureihe = 3-stellig, DE = Direkteinspritzung, Hubraum = Deziliter (gerundet), A = Abgasturbolader, L = Ladeluftkühlung